# Saint-Firmin (Hautes-Alpes)
Saint-Firmin ist eine französische Gemeinde im Département Hautes-Alpes in der Region Provence-Alpes-Côte d’Azur. Sie gehört zum Arrondissement Gap und zum Kanton Saint-Bonnet-en-Champsaur.

## Geografie
Im Westen bildet der Fluss Drac die Grenze zur Gemeinde Beaufin im Département Isère. Die weiteren Nachbargemeinden sind Aspres-lès-Corps im Norden, Valjouffrey (Département Isère) im Nordosten, Saint-Maurice-en-Valgodemard im Osten, Saint-Jacques-en-Valgodemard und Aubessagne im Süden sowie Le Glaizil im Südwesten.
Der 2775 m hohe Grun de Saint-Maurice ist die höchste Erhebung im Gemeindegebiet.
Saint-Firmin wird im Westen von der Schnellstraße Route nationale 85, vereint mit der Route Napoléon, tangiert.

## Bevölkerungsentwicklung
| Jahr                       | 1962 | 1968 | 1975 | 1982 | 1990 | 1999 | 2008 | 2012 | 2020 |
| Einwohner                  | 554  | 515  | 535  | 465  | 408  | 438  | 464  | 477  | 446  |
| Quellen: Cassini und INSEE |      |      |      |      |      |      |      |      |      |

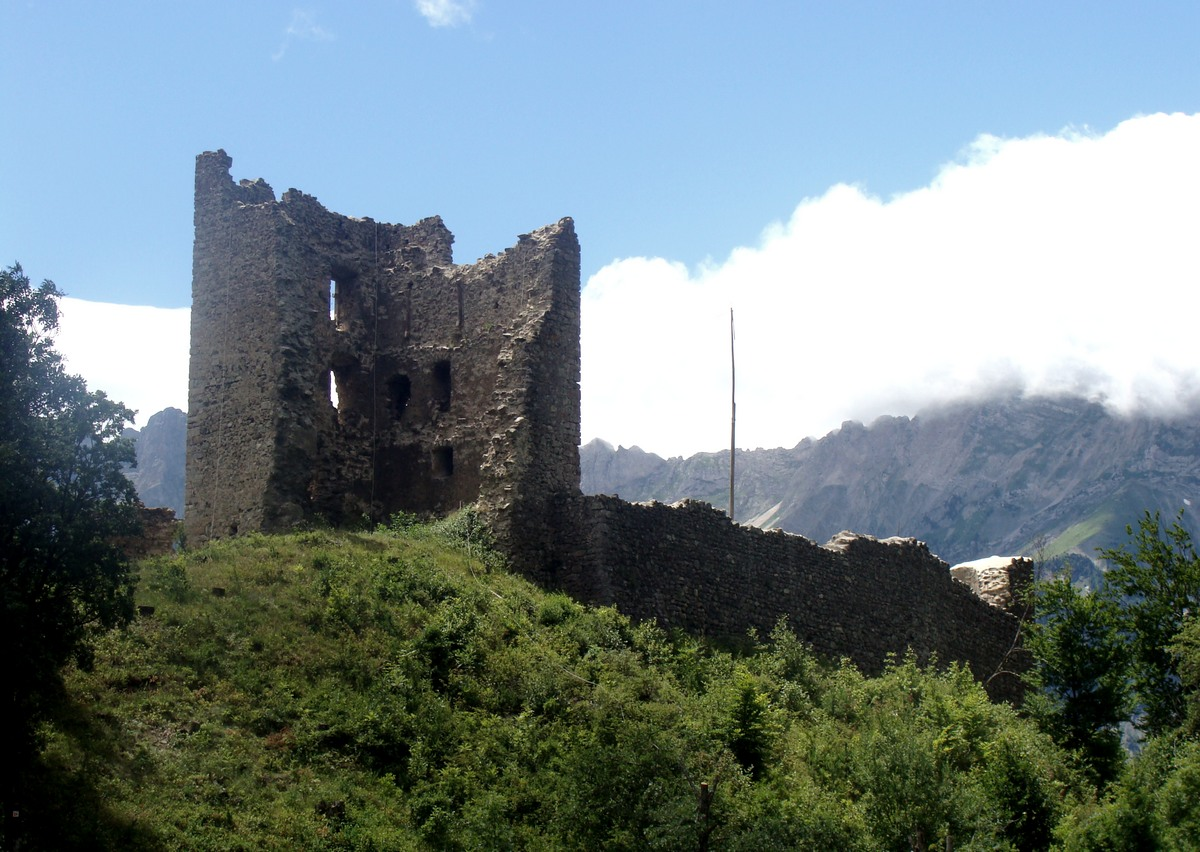
Die Burgruine von Saint-Firmin
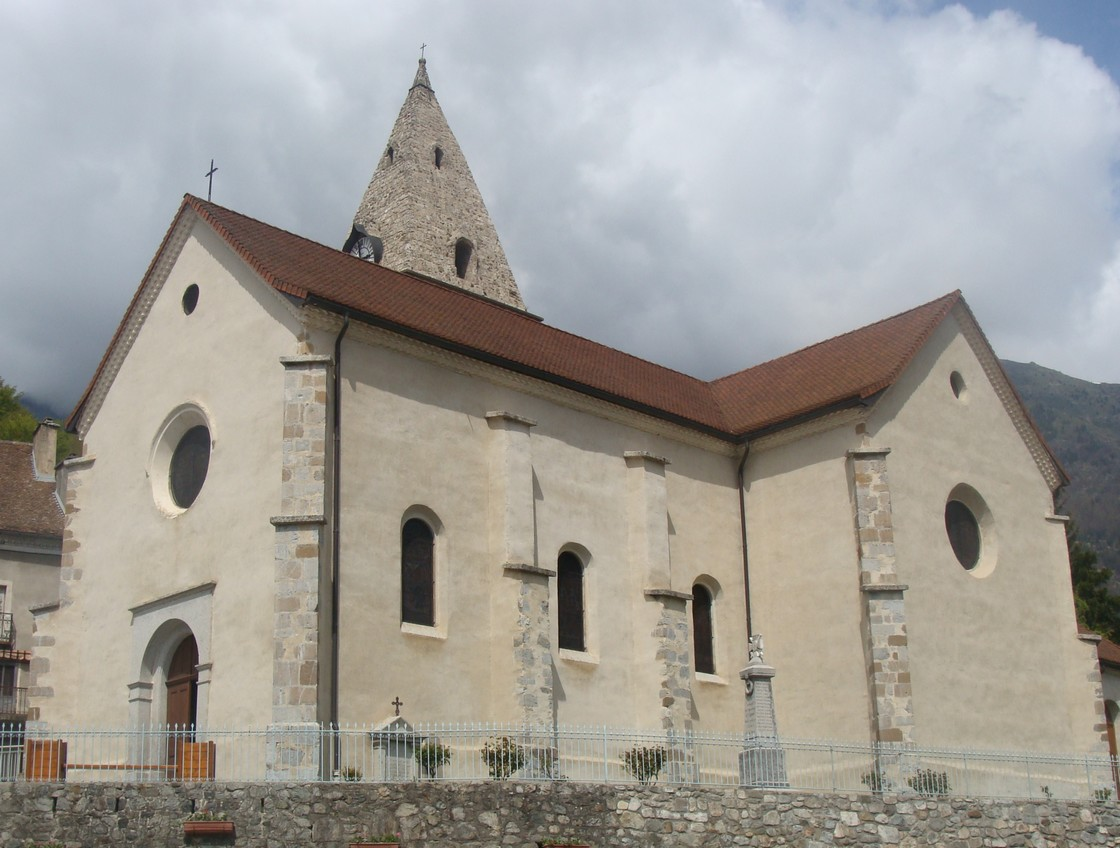
Kirche von Saint-Firmin
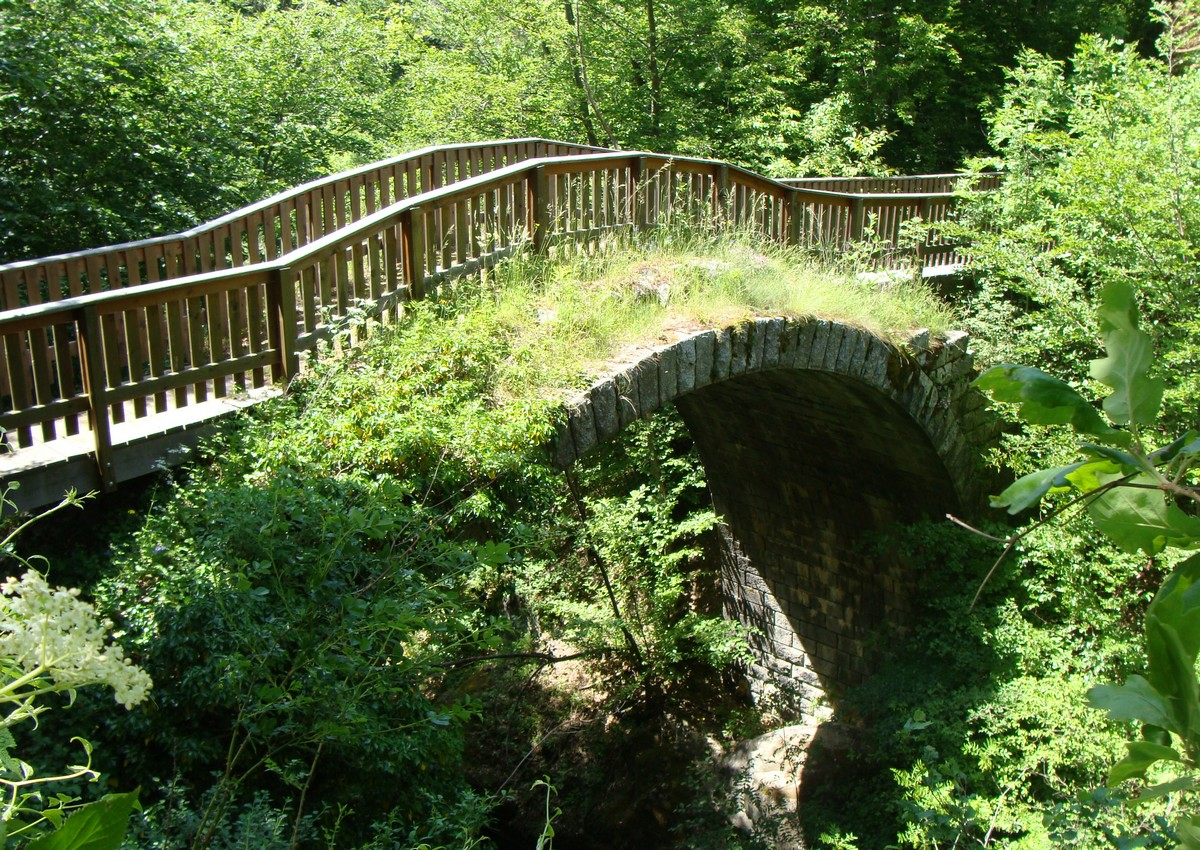
Pont du Motty